# Егнаташвілі Василь Якович
Василь (Васо) Якович Егнаташвілі (1888, місто Горі, тепер Грузія — ?) — грузинський радянський державний діяч, секретар ЦВК Грузинської РСР, секретар Президії Верховної ради Грузинської РСР. Депутат Верховної ради Грузинської РСР 1—3-го скликань. Депутат Верховної ради СРСР 1—3-го скликань.

## Життєпис
Походив із грузинського княжого роду Егнаташвілі, син успішного капіталіста. Навчався в 3-й Тифліській чоловічій гімназії, за участь у революційному русі був виключений із 6-го класу гімназії. Закінчив престижну Московську чоловічу гімназію.
Вищу освіту здобував на історико-філологічному факультеті в університеті Святого Володимира в Києві. З молодих років брав участь у революційній діяльності. Із родиною Егнаташвілі підтримував контакти Йосип Сталін. У 1913 році був заарештований в Грузії, чотири місяці перебував в ув'язненні в Метехському замку, потім був засуджений до адміністративної висилки на три роки до Харкова. Навчався на юридичному факультеті в Харківському університеті, одночасно працював на сталеливарному заводі Харкова. Влітку 1916 року закінчив три курси юридичного факультету і був направлений навчатися до військового училища. Поїхав у 1917 році на місячні канікули до Грузії і до військового училища не повернувся.
З 1917 року працював у Горійському вищому початковому училищі. З 1919 по 1921 рік навчався в Тифліському університеті, де здобув вищу освіту.
З 1922 року працював викладачем літератури в тифліських трудових школах та технікумах, був вчителем технікуму в місті Телаві і заступником завідувача телавської середньої школи.
У 1920-х роках, під час НЕПу, разом із братом був власником мережі закусочних та ресторанів у Баку та Тифлісі. Наприкінці 1920-х років Васо та його брат Олександр втратили свій бізнес та були заарештовані. Але завдяки посередництву Авеля Енукідзе та Сталіна брати були звільнені з-під варти та переїхали до Москви.
З 1927 по 1930 рік — співробітник-перекладач грузинської республіканської газети ЦК КП(б) Грузії «Комуністі». Працював перекладачем, літературним редактором, працівником редакції «Колективізації», в Сахалгемі, редактором-консультантом Державного видавництва Грузинської РСР. З 1935 по 1936 рік читав лекції на редакторських курсах у Тифлісі.
У липні 1935—1938 роках — заступник відповідального редактора грузинської республіканської газети ЦК КП(б) Грузії «Комуністі».
Член ВКП(б) з 1937 року.
До 8 липня 1938 року — секретар Центрального виконавчого комітету (ЦВК) Грузинської РСР.
8 липня 1938 — 15 квітня 1953 року — секретар Президії Верховної ради Грузинської РСР.
Після смерті Сталіна, за наказом Лаврентія Берії в травні 1953 року був заарештований, але через два місяці, в липні 1953 року — звільнений із в'язниці.
Потім працював директором Грузинського науково-дослідного інституту літератури.
Подальша доля невідома.

## Нагороди
- орден Вітчизняної війни І ст.
- два ордени Трудового Червоного Прапора (24.02.1941,)
- медаль «За оборону Кавказу»
- медаль «За доблесну працю у Великій Вітчизняній війні 1941—1945 рр.»
- медалі